# Murray A. Straus
Murray A. Straus (ur. 18 czerwca 1926 w Nowym Jorku, zm. 13 maja 2016) – amerykański profesor socjologii na Uniwersytecie w New Hampshire.
Straus urodził się w rodzinie Samuela i Kathleen Straus w Nowym Jorku 18 czerwca 1926 r. Badania Strausa koncentrowały się na skali taktyki konfliktów, rodzinach, karach cielesnych i przemocy wobec partnerów intymnych z naciskiem na porównania międzynarodowe.
Założył Laboratorium Badań nad Rodziną na Uniwersytecie w New Hampshire. Straus był prezesem Society for the Study of Social Problems (1989–90) i Eastern Sociological Society (1991–92). Był również redaktorem-założycielem recenzowanych czasopism naukowych Teaching Sociology i Journal of Family Issues.

## Osiągnięcia i nagrody
- Nagroda za życiowy wkład w badania nad agresją – 2008[5]
- Nagroda imienia Ernesta W. Burgessa – 1977[2]